# William Scoresby
Pour les articles homonymes, voir Scoresby.
William Scoresby, né le 5 octobre 1789 à Cropton près de Pickering dans le Yorkshire du Nord et mort le 21 mars 1857 à Torquay dans le Devon, est un navigateur, explorateur et scientifique britannique.

## Biographie
Son père, William Scoresby (1760-1829), fit fortune dans la pêche à la baleine dans l'Arctique. Le fils fit son premier voyage avec son père à l'âge de onze ans, mais retourna à l'école à son retour, où il resta jusqu'en 1803. Après cela, il devint le fidèle compagnon de son père et l'accompagna comme officier chef sur le baleinier Resolution. Le 25 mai 1806, il réussit à atteindre la latitude 81° 30'N (longitude: 19 E.), qui restera pendant 21 ans la plus haute latitude atteinte dans l'hémisphère Est. Durant l'année suivante, il étudia la philosophie naturelle et la chimie à l'Université d'Édimbourg, ce qu'il refit en 1809.
Lors de son voyage de 1807, il commença également l'étude de la météorologie et de l'histoire naturelle des régions polaires. Les premiers résultats comprenaient ses observations originales de la neige et des cristaux. En 1809, il est élu à la Société wernerienne d'Édimbourg.
En 1809, son père lui laissa la place de commandant du Resolution. La même année, il épousa la fille d'un vendeur de bateaux de Whitby. Lors de son voyage de 1813, il établit pour la première fois le fait que l'océan polaire a une température plus chaude en profondeur qu'à sa surface, et il refit de telles découvertes lors de chacun de ses voyages. Les lettres qu'il écrivit à cette époque à Joseph Banks donnèrent sans doute la première impulsion à la recherche du passage du nord-ouest.
En 1819, Scoresby fut élu à la Société royale d'Édimbourg et envoya, à la même époque, un document à la Société royale de Londres. En 1820, il publia un Compte-rendu sur les régions arctiques et la pêche à la baleine dans le nord, dans lequel il avait rassemblé les résultats de ses propres observations, ainsi que celles de navigateurs qui l'avaient précédé.

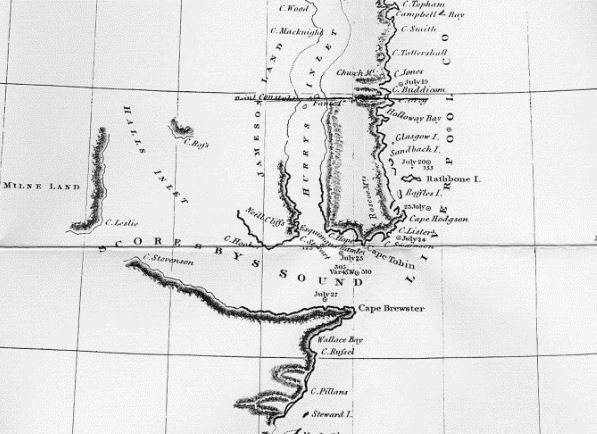
Carte de l'est du Groenland établie par William Scoresby au début du XIXe siècle.

Lors de son voyage de 1822 pour le Groenland, il observa et référença avec une précision remarquable 400 miles de la côte orientale, entre les latitudes 69°30' et 72°30', fournissant ainsi la première connaissance importante de la géographie de la côte orientale du Groenland. Ce fut toutefois son dernier voyage. À son retour, il apprit en effet le décès de sa femme et cet évènement, joint à d'autres influences sur son esprit pieux, le décidèrent à se lancer dans une carrière ecclésiastique.
Après deux ans passés à Cambridge, il reçut sa licence en 1825 et devint curé de Bassingby, dans le Yorkshire. Dans le même temps, son Journal de voyage sur la pêche à la baleine dans le Nord, comprenant ses Recherches et découvertes sur la côte orientale du Groenland, parut à Édimbourg. Ses obligations religieuses à Bassingby, puis à Liverpool, Exeter et Bradford ne l'empêchèrent pas de poursuivre ses recherches scientifiques. En 1824, la Société royale de Londres l'élut parmi les siens et, en 1827, il devint membre correspondant pour l'Académie des sciences de Paris.
Dès le début, il travailla également comme un membre actif de l'Association britannique pour l'avancement de la science et contribua plus spécialement à la connaissance du magnétisme terrestre. Une partie importante de ses soixante publications est consacrée à ce domaine, mais il fit également des recherches en optique.
En 1856, il fit un voyage en Australie pour obtenir des données supplémentaires pour ses recherches sur le magnétisme. Le résultat parut en 1859, à titre posthume, sous le titre de Journal de voyage en Australie pour la recherche sur le magnétisme.
Il se maria trois fois et, après le troisième mariage, construisit une maison à Torquay, où il mourut en 1857.